# Don Batie
Don Batie (Artesia, 1942) è un allenatore di calcio statunitense.

## Carriera
Dopo aver praticato football americano e atletica all'università del Nuovo Messico fece parte della locale rappresentativa calcistica.
Nel 1967 viene ingaggiato come allenatore della rappresentativa calcistica dell'Università statale della California di Chico, incarico che manterrà sino al 1995. Nel 1974 venne notato dall'imprenditore Ward Lay, che l'anno seguente avrebbe iscritto alla North American Soccer League la neonata franchigia dei S.A. Thunder. Questi aveva scelto per la sua squadra come allenatore l'esperto Alex Perolli che però non riuscì ad ottenere buoni risultati e per questo ad inizio giugno 1975 sollevato dall'incarico in favore di Batie. Batie portò ordine nella squadra, ottenendo cinque vittorie nelle ultime sei partite, non riuscendo comunque ad accedere ai play-off per il titolo della stagione 1975.
Il campionato seguente lo vide sempre alla guida dei Thunder, che mancarono l'accesso ai play-off per un solo punto nei confronti degli L.A. Aztecs.
Nel 1977 i Thunder vennero ricollocati nelle Hawaii per divenire il Team Hawaii, lasciando Batie senza squadra. Continuò ad allenare i Wildcats pur continuando a lavorare in ottica NASL come osservatore dei T.B. Rowdies di Gordon Jago. Nel 1978 rifiutò l'ingaggio come allenatore della neonata franchigia dei Philadelphia Fury.